# Besenyőd, Szabolcs-Szatmár-Bereg
Besenyőd  este un sat în districtul Baktalórántháza, județul Szabolcs-Szatmár-Bereg, Ungaria, având o populație de 706 locuitori (2011). 

## Demografie
Componența etnică a satului Besenyőd
     Maghiari (92,36%)
     Romi (3,93%)
     Români (2,69%)
     Ucraineni (1,03%)
Componența confesională a satului Besenyőd
     Reformați (45,33%)
     Romano-catolici (7,93%)
     Greco-catolici (4,96%)
     Necunoscută (41,08%)
     Fără religie (0,71%)
Conform recensământului din 2011, satul Besenyőd avea 706 locuitori. Din punct de vedere etnic, majoritatea locuitorilor (92,36%) erau maghiari, existând și minorități de romi (3,93%), români (2,69%) și ucraineni (1,03%). Nu există o religie majoritară, locuitorii fiind reformați (45,33%), romano-catolici (7,93%) și greco-catolici (4,96%). Pentru 41,08% din locuitori nu este cunoscută apartenența confesională.